# Le Grand Chemin
Le Grand Chemin és una pel·lícula francesa dirigida per Jean-Loup Hubert, estrenada el 1987, lliurement inspirada en la infància del seu director.
Durant la 13a cerimònia dels César, la pel·lícula va guanyar el César al millor actor per Richard Bohringer i el del César a la millor actriu per a Anémone.

## Sinopsi
Estiu 1959. Claire, una jove mare embarassada abandonada pel seu marit, confia el seu fill Louis de 9 anys a la seva amiga d'infància Marcelle que viu a Rouans, un petit poble a l'oest de Nantes, abans de tornar a París per donar a llum.
Al principi reticent i trist, el jove parisenc descobreix ràpidament la vida al camp gràcies a Martine, el seu primer amor, una veïna entremaliada i descarada: junts fan les mil i una. Martine presenta en Louis les seves bromes i jocs.
A poc a poc, en Louis també agafa afició al Pelo, el marit de la Marcelle, però nota tensions en la seva relació: el Pelo beu molt i la Marcelle no sembla gaire contenta. Quan veu aquest darrer visitant una tomba al cementiri, Louis descobreix que Marcelle i Pelo han quedat marcats per la pèrdua del seu fill, Jean-Pierre, que va néixer mort deu anys abans.
Finalment, la presència del jove els permetrà fer un nou començament.

## Distribució
- Anémone : Marcelle, l’amiga de Claire
- Richard Bohringer : Pelo, el marit de Marcelle
- Antoine Hubert : Louis, el fill de Claire
- Vanessa Guedj : Martine, la petita veïna
- Christine Pascal : Claire, la mare de Louis
- Raoul Billerey : El capellà
- Pascale Roberts : Yvonne, la mare de Martine
- Marie Matheron : Solange, la germana petita de Martine
- Daniel Rialet : Simon, el xicot de Solange
- Jean-François Dérec: El conductor de l'autobús
- André Lacombe: Hippolyte, l'enterrador
- Denise Péron: Maria la granota
- Jean Cherlian: El gran
- Eugénie Charpentier: La Lubie
- Thierry Flamand: Doctor Gauthier
- Marcelle Lucas i Jeanne Allaire: Els desplumadors
- Christine Hubert: La carnissera
- Robert Averty: El carnisser
- Marie-Thérèse Allaire: La clienta de la carnisseria
- Paul Bichon: Amic de Pelo
- Henri Cassard: Raymond, el carter
- Julien Hubert: Un nen a l'església

## Producció
- * Mentre dirigia Sanguine, un projecte abandonat dues setmanes abans del rodatge, Jean-Loup Hubert es va aïllar a la seva casa de camp per sortir, un mes després, amb l'escenari de Le Grand Chemin.
- Aquesta pel·lícula es va rodar íntegrament a Rouans a Loira Atlàntic, França.[2]
- Un remake nord-americà d'aquesta pel·lícula es farà l'any 1991 sota el títol de Paradise, amb Elijah Wood, Don Johnson i Melanie Griffith.
- La pel·lícula té lloc l'any 1959, però en una escena amb els dos nens al cementiri, una tomba diu "GODARD 1888-1970".
- La parella Lucas havia de ser interpretada per Coluche i Josiane Balasko, però Coluche va morir un mes abans de començar el rodatge.

## Distincions
A la 13a cerimònia dels César de 1988 fou nominada a les categories de millor pel·lícula, millor director i guionista per Jean- Loup Hubert i millor muntatge per Raymonde Guyot, i va buanyar el César al millor actor (Richard Bohringer) i el César a la millor actriu (Anémone. També fou nominada al Premi del National Board of Review a la millor pel·lícula estrangera

## Discografia
- Publicada originalment en CD per Milan, la banda sonora de la pel·lícula Le Grand Chemin composta per Georges Granier va ser reeditat per Disques Cinémusique el 2013.[5]